# Усамљени револвераши
Усамљени револвераши (енгл. The Lone Gunmen), спин-оф популарне ТВ серије Досије икс, је серија приказивана на Фокс мрежи. Прва епизода је приказана у марту 2001, али је ускоро прекинута и последња епизода је приказана у јуну исте године. Серија се креће око боемског триа рачунарских штребера и умишљеника теорије завере Мелвина Фрохики, Ричарда „Ринго“ Ленглија и Џона Фицџералда Бајерса, који су издавали часопис по имену Усамљени револвераши (који се звао Магични метак у ранијим епизодама Досијеа икс, што је видљиво у епизоди четврте сезоне Досијеа икс - Musings of a Cigarette-Smoking Man). 
За разлику од Досијеа икс, чије су епизоде углавном везане за паранормалне феномене и државне теорије завере око ванземаљских појава, теме епизода Усамљених револвераша су углавном биле „прихватљивије": мужеви који варају, криминал у фирмама, трговина оружјем, и одбегли Нацисти. Серија је имала врло светлу атмосферу.
Многи су зачуђени због прекидања серије, јер је гледаност била много већа од гледаности прве сезоне Досијеа икс.

## Епизоде
Серија Усамљени револвераши је доживела само једну сезону. Ово је списак тих епизода, на енглеском:
-{
- Pilot
- 1x01 Bond, Jimmy Bond
- 1x02 Eine Kleine Frohike
- 1x03 Like Water For Octane
- 1x04 Three Men And A Smoking Diaper
- 1x05 Planet Of The Frohikes
- 1x06 Madam I'm Adam
- 1x07 Maximum Byers
- 1x08 Diagnosis: Jimmy
- 1x09 The Lying Game
- 1x10 Tango de los Pistoleros
- 1x11 The Cap'n Toby Show
- 1x12 All About Yves}-

Петнаеста епизода девете сезоне Досијеа икс под називом Jump the Shark завршава серију.

### Пилот епизода „предвиђа“ 11. септембар
У сенци догађаја 11. септембра и резултујућих теорија завере, и инвазије на Ирак у 2003, сценарио пилот епизоде из 2001. приказује тајну америчку државну агенцију која се спрема да сруши Боинг 727 у Светски трговински центар (World Trade Center) путем даљинског управљања не би ли повећали буџет Министарства одбране, а притом кривећи напад на стране „диктаторе“. Ова епизода је приказана у Аустралији мање од две недеље пре септембарских напада, 30. августа.
Само ова чињеница је учинила да је DVD издање серије постало изузетно популарно у Америци за једну тако кратку серију.
Погледајте одломак из сценарија (на енглеском) на сајту 

## Улоге
- Том Брејдвуд – Мелвин Фрохики
- Дин Хегланд - Ричард „Ринго“ Ленгли
- Брус Харвуд – Џон Фицџералд Бајерс
- Зулеика Робинсон – Ив Адел Харлоу
- Стивен Снеден – Џими Бонд

Дејвид Дуковни (Фокс Мoлдер), Мич Пилеџи (Волтер Скинер) и Мајкл МекКин (Морис Флечер) из Досијеа икс су се такође појавили у серији.

## Приказивање у Србији
Серија је у Србији емитована на каналу РТВ Пинк (2002–2003).